# أكيفومي تادا
أكيفومي تادا (多田彰文 تادا أكيفومي) هو ملحن ياباني ولد في 10 يناير 1964 في محافظة هيوغو.

## دراسته
تخرج من جامعة نيهون.

## أعماله في الأنمي

### مسلسلات أنمي تلفزيونية
- إيرغايتز (بالتعاون مع شيرو هاماغوتشي)
- نايت والكر: محقق منتصف الليل
- جنود السايبورغ (مساعد في تأليف الموسيقى)
- فاينل فانتسي: أنليميتد (بالتعاون مع شيرو هاماغوتشي)
- طوكيو أندرغراوند
- كابتن ماجد (2001) (بالتعاون مع ياسونوري إيواساكي)
- سكيب بيت!
- بيدامان كروس فاير
- سيكي-كون في المقعد المجاور
- يوشيموني
- القمر في الشرق و الشمس في الغرب: أوبيريشن سانكتشواري
- ساسامي: نادي الفتيات الساحرات
- ذا لو أوف ويكي

### أفلام أنمي
- فيلم بوكيمون وايت: فيكتيني و زيكروم (بالتعاون مع كازوهيكو ساواغوتشي)
- كرايون شين-تشان: نداء العاصفة, عروسي (بالتعاون مع توشيوكي أراكاوا)
- كرايون شين-تشان: نداء العاصفة, خطة الجاسوس الذهبي (بالتعاون مع توشيوكي أراكاوا و كيجي إيناي)
- كرايون شين-تشان: نداء العاصفة, أنا و أميرة الفضاء (بالتعاون مع توشيوكي أراكاوا, هاياتو ماتسوؤو و كيجي إيناي)
- كرايون شين-تشان: في غاية اللذة! صف B يشترك في صمود التذوق (بالتعاون مع توشيوكي أراكاوا و كازوهيكو ساواغوتشي)

## وصلات خارجية
- أكيفومي تادا على موقع IMDb (الإنجليزية)
- أكيفومي تادا على موقع ميوزك برينز (الإنجليزية)
- أكيفومي تادا على موقع ديسكوغز (الإنجليزية)
- أكيفومي تادا على موقع كينوبويسك (الروسية)
- أكيفومي تادا على موقع ANN person (الإنجليزية)